# 13. šahovska olimpijada
13. šahovska olimpijada je potekala med 30. septembrom in 23. oktobrom 1958 v münchenskem Deutsches Museum (Zahodna Nemčija).
Sovjetska zveza je osvojila prvo mesto, SFRJ drugo in Argentina tretje.

## Pregled
Sodelovalo je 207 šahistov (med njimi 25 velemojstrov in 42 mednarodnih mojstrov) v 36 reprezentancah; odigrali so 1.367 od načrtovanih 1.368 partij (ena partija je bila v naprej določena). Glavni sodnik je bil mednarodni šahovski mojster Alois Nagler (Švica). Partije so bile razdeljene med 4 predskupine in 3 finalne skupine. Igralci so imeli dve in pol ure za prvih 40 potez, nato pa eno uro za naslednjih 16.

## Udeleženci
1. Anglija (Peter Clarke, Jonathan Penrose, ...)
2. Argentina (Oscar Panno, Herman Pilnik, ...)
3. Avstrija (Andreas Dückstein, Alfred Beni, ...)
4. Bolgarija (Georgi Tringov, Nikolaj Minev, ...)
5. Češkoslovaška (Jiří Fichtl, Julius Kozma, Miroslav Filip, ...)
6. Danska (Bent Larsen, ...)
7. Filipini (Melitón Borja, Radolfo Tan Cardoso, ...)
8. Finska (Kaarle Ojanen, ...)
9. Grčija (Alexandros Aggos, ...)
10. Islandija (Gudmundsson, ...)
11. Jugoslavija (Svetozar Gligorić, Andrija Fuderer, ...)
12. Kanada (Frank Ross Anderson, Daniel Abraham Yanofsky, ...)
13. Kolumbija (Luis Augusto Sánchez, Boris de Greiff, ...)
14. Libanon (Edgard Chalabi, ...)
15. Madžarska (Győző Forintos, László Szabó, Lajos Portisch, Gedeon Barcza, ...)
16. Nemčija (Wolfgang Unzicker, Paul Tröger, ...)
17. Nemška demokratična republika (Sieghart Dittmann, ...)
18. Nizozemska (Machgielis Euwe, Haije Kramer, ...)
19. Norveška (Ernst Rojahn, Aage Vestøl, ...)
20. Poljska (Bogdan Śliwa, ...)
21. Portoriko (Francisco Benitez, ...)
22. Sovjetska zveza (Mihail Botvinnik, Vasilij Smislov, Paul Keres, David Bronstein, Mihail Talj, Tigran Petrosjan, ...)
23. Španija (Francisco José Pérez Pérez, Miguel Farré Mallofre, ...)
24. Švedska (Zandor Nilsson, ...)
25. Švica (Josef Kupper, ...)
26. ZDA (Larry Melvyn Evans, Nicolas Rossolimo, William James Lombardy, Samuel Herman Reshevsky, ...)

## Zanimivosti
- Boris de Greiff (Kolumbija) je postavil svetovni rekord, ko je na olimpijadi odigral 15 remijev.